# Samsung Galaxy S10
Galaxy S10はサムスン電子が開発・発表・発売したスマートフォンである。 Galaxy S9シリーズの後継機にあたり、Galaxy Sシリーズの10周年を記念したモデルとなっていて、2019年2月20日（現地時間）にアメリカ・サンフランシスコで開催されたGalaxy UNPACKED 2019で発表された。
主力製品であるGalaxy S10と Galaxy S10+のほかに、Galaxy S10eと呼ばれる小型モデル、および5G対応の大型バージョンGalaxy S10 5Gがある。日本ではS10、S10+のみの展開となるが、NTTドコモは2020年東京オリンピックを見据えたGalaxy S10+ Olympic Games Editionを1万台限定で発売する。

## 仕様

### ハードウェア
S10シリーズは、異なるハードウェア仕様を持つ4つのモデルで構成されている。

#### ディスプレイとセキュリティ
それぞれHDR10+をサポートする6.1と6.4インチの1440p（S10eのみ1080p）の"ダイナミックAMOLED"ディスプレイと "ダイナミックトーンマッピング"を特徴としている。また、以前のGalaxyとは異なり、Infinity-O Displayとしてフロントカメラは画面右上に配置されている。また、従来モデルと比べて色を変えずに有害なブルーライトを42%カットしている。
そして、S10、S10+、S10 5Gはディスプレイの側面が湾曲した「edge」形状を採用。また、超音波式画面内蔵型の指紋認証センサーが採用されている。S10eはフラットな画面形状、右側面に電源キーを兼ねた静電容量方式指紋認証センサーを採用。
また、全て顔認証にも対応。Galaxy S9│S9+で対応していた虹彩認証及びインテリジェントスキャンは非対応。
2019年10月18日までにイギリスのザ・サンなどは、S10のセキュリティの要となる生体認証機能が、安価なディスプレイ保護フィルムを貼ることで回避できてしまうことを報道。この不具合についてサムスン側は、ソフトウェアの誤作動を修正するパッチを配信して対応した。

#### チップセット
S10シリーズのグローバルモデルはSamsung Exynos 9820を採用し、アメリカやカナダ、南アメリカ、日本、中国などのモデルはQualcomm Snapdragon 855を採用している。

#### ストレージ
内部ストレージはS10eでは128GB、256GBから、S10、S10+では128GBまたは512GBから選ぶことができ、さらにS10+では1TBのモデルも用意されている。
その他、それぞれ512GBまでのmicroSDカードに対応しているが、S10 5Gでは外部ストレージが非対応となっている。

#### バッテリーと充電、給電
バッテリー容量はS10eが3100mAh、S10が3400mAh、S10+が4100mAh、S10 5Gが4500mAhとなっており、Qiのワイヤレス充電に対応している。
また、「ワイヤレスパワーシェア」により、他のワイヤレス充電対応製品をS10シリーズの端末に載せることで他のワイヤレス充電対応製品に給電することができる。
日本版ではS10が3300mAh、S10+が4000mAhと表記されている。

#### カメラ
S10シリーズのカメラはモデルによって性能が異なり、アウトカメラはS10eがデュアル、S10、S10+がトリプル、S10 5Gがクアッドという構成になっている。フロントカメラはS10e、S10がシングル、S10+、S10 5Gがデュアルとなっている。それぞれ、光学式手ブレ補正を搭載し、被写体の背景をぼかすライブフォーカスが利用できる。
S10、S10+、S10 5Gではアウトカメラで望遠、広角、超広角(ウルトラワイド)の切り替えが可能。
動画ではそれぞれアウトカメラで4K解像度、HDR10+での撮影に対応する。フロントカメラでも4K UHD撮影に対応する
また、それぞれ720p/960fps・1080p/240fpsのスローモーション動画にも対応し、デュアルアパチャーによりf/1.5とf/2.4の切り替えが可能。さらに、シーン判別機能により被写体によって画像を最適化する。
その他、Bixby Visionによって被写体の検索、翻訳が可能。

#### デザイン
正面のディスプレイはInfinity-O Displayによって極限までベゼルを無くしている。また、背面は従来のNoteシリーズのようにカメラが横向きに配置されている。Galaxy S9│S9+などに存在した背面搭載の指紋認証センサーは画面内に移動したため無くなっている。Galaxy Sシリーズに伝統的に搭載されている心拍数センサーは今回も搭載されている。側面は電源キー、音量キー、Bixbyキー、スピーカー、USB Type-C端子、3.5ミリイヤホンジャック、SIMカードとmicroSDカードリーダーが配置されている。また、S10、S10+、S10 5Gはエッジディスプレイが搭載されているが、側面から背面にかけての曲面もエッジディスプレイと同じ角度で曲がっている。S10eはディスプレイがフラットなので背面もフラットな仕上がりとなっている。
カラー展開は国やキャリアによって大きく異なるが、アメリカや新興国における展開カラーを含むすべてのカラーは以下の通りである。なお、このカラーすべてを販売する国はない。カラーバリエーションについては、#カラーバリエーションも参照。
S10e: プリズムホワイト、プリズムブラック、プリズムグリーン、プリズムブルー、カナリアイエロー、フラミンゴピンク、カーディナルレッド、プリズムシルバー
S10: プリズムホワイト、プリズムブラック、プリズムグリーン、プリズムブルー、フラミンゴピンク、カーディナルレッド、スモークウェーブブルー、プリズムシルバー
S10+: プリズムホワイト、プリズムブラック、プリズムグリーン、プリズムブルー、フラミンゴピンク、カーディナルレッド、プリズムシルバー、スモークウェーブブルー、セラミックホワイト、セラミックブラック
S10 5G: マジェスティックブラック、ロイヤルゴールド、クラウンシルバー

#### 通信
世界で初めてWi-Fi 6(IEEE 802.11ax)に対応。
さらに、S10 5Gは次世代通信規格である第5世代移動通信システム（5G）に商用スマートフォンとしては、世界で初めて対応し、5G通信サービスが開始されているアメリカ、韓国など10ヶ国以上で発売されている。

#### 音響
AKGチューニングのステレオスピーカーを搭載。さらにDolby Atmosに対応している。付属しているイヤホンもAKGがチューニングしており、本体にも3.5ミリイヤホンジャックが搭載されている。

#### パフォーマンス
国とキャリアによってはデュアルSIMをサポートしており、CPU及びGPUともに前モデルよりも高速化している。そして、S10eとS10は高度なヒートパイプ冷却システム、S10+はベイパーチャンバー冷却システムを搭載している。その他、IP68防水・防塵にも対応している。また、端末はKnoxシステムによって保護される。

#### インテリジェンス
スマートフォンの使い方、習慣や傾向を学習し、端末を最適化するIntelligent Performance Enhancerを搭載。また、Bixbyはルーティーンを設定したり、被写体の検索、翻訳が可能になった。

### ソフトウェア
S10シリーズはAndroid 9 Pie、Galaxy S10から標準UIとなったOne UIを搭載している。
One UIにより片手操作がしやすくなり、純正アプリの見た目が統一され、ナイトモードの利用が可能になった。
また、カメラアプリではInstagramへの共有をしやすくするInstagramモードが搭載された。2019年11月にはアップデートが配信され、カメラ機能にそれまでGalaxy Note10のみで利用できたライブフォーカス機能などが追加された。他にも、Android 9 Pieの新機能であるデジタルウェルビーイングがGalaxyではS10シリーズ限定で解禁され、アプリの使用時間やアプリ制限の設定などが可能になった。
その他、S10 5Gでは3D深度カメラを活かした拡張現実(AR)を利用して空間を検知・計測する Quick Measureアプリが利用できる。

## カラーバリエーション
- グローバルカラー
グローバル発表時に発表された、全世界市場向けカラー。
- 販売国限定カラー
グローバル発表時に発表された、一部の国と地域向けカラー。
- グローバル追加カラー
多くの市場向けに、追加で発表されたカラー。
- 地域限定追加カラー
一部の国と地域向けに追加が発表されたカラー。

| カラー | カラー名               | 販売状況           | 販売地域                             | S10e | S10 | S10+ | 日本発売                                                                               |
|        | プリズムホワイト       | グローバルカラー   | 全世界                               | ○    | ○   | ○    | ○ ドコモ / au /楽天モバイル ドコモ・楽天モバイルはS10のみ。auはS10、S10+での取り扱い。 |
|        | プリズムブラック       | グローバルカラー   | 全世界                               | ○    | ○   | ○    | ○ ドコモ / au ドコモ、auともにS10、S10+での取り扱い。                                  |
|        | プリズムグリーン       | グローバルカラー   | 全世界                               | ○    | ○   | ○    | ☓                                                                                      |
|        | プリズムブルー         | グローバルカラー   | 全世界                               | ○    | ○   | ○    | ○ ドコモ / au / 楽天モバイル 全キャリアともS10のみ                                     |
|        | カナリアイエロー       | グローバルカラー   | 全世界                               | ○    | ☓   | ☓    | ☓                                                                                      |
|        | セラミックホワイト     | グローバルカラー   | 全世界                               | ☓    | ☓   | ○    | ☓                                                                                      |
|        | セラミックブラック     | グローバルカラー   | 全世界                               | ☓    | ☓   | ○    | ☓                                                                                      |
|        | フラミンゴピンク       | 販売国限定カラー   | アメリカ、韓国などの一部国と地域     | ○    | ○   | ○    | ☓                                                                                      |
|        | カーディナルレッド     | 地域限定追加カラー | イギリス、スイスなどの欧州圏一部地域 | ○    | ○   | ○    | ☓                                                                                      |
|        | プリズムシルバー       | 地域限定追加カラー | 香港などのアジア圏一部地域           | ○    | ○   | ○    | ☓                                                                                      |
|        | スモークウェーブブルー | 地域限定追加カラー | 中国                                 | ☓    | ○   | ○    | ☓                                                                                      |

| カラー | カラー名                 | 販売状況         | 販売地域               | 日本発売 |
|        | クラウンシルバー         | グローバルカラー | Galaxy S10 5G 販売地域 | ☓        |
|        | マジェスティックブラック | グローバルカラー | Galaxy S10 5G 販売地域 | ☓        |
|        | ロイヤルゴールド         | グローバルカラー | Galaxy S10 5G 販売地域 | ☓        |

## 日本における展開
日本ではGalaxy S10、Galaxy S10+のみの展開となる。また、カラーはS10がプリズムホワイト、プリズムブラック、プリズムブルー、S10+はプリズムホワイト、プリズムブラックの展開となる。その他、日本版ではFeliCa、おサイフケータイ、フルセグ、ワンセグなどに対応している。
また、初期予約・購入・ウェブ応募特典でキャンペーンとしてワイヤレスイヤホン「Galaxy Buds」がプレゼントされた。その他にも購入特典としてYouTube Premiumが4ヶ月無料、ゲーム「フォートナイト」の限定スキンが手に入るという特典がある。なお、日本版においてはバッテリー容量がS10が3400mAhから3300mAhに、S10+が4100mAhから4000mAhと表記され、Wi-Fi 6(IEEE 802.11ax)に関しては発売時は非対応だったが、Android 10へのOSアップデートで対応された。
Galaxy端末としては初めて楽天モバイル向けにも納入されており、やや遅れた2019年12月3日に発売されている。この楽天モバイルモデルは、Galaxyブランドでは日本で初めてのフラグシップシリーズのSIMフリーモデルであり、楽天モバイルが扱う他社の端末同様、修理サポートは製造元であるサムスンジャパンが行う。
2020年東京オリンピックのワールドワイドパートナーを務めるGalaxyは、東京2020オリンピック限定モデルGalaxy S10+ Olympic Games Editionを、2019年7月24日から10,000台限定でドコモからオンラインショップ限定で発売した。これまでもいくつかのオリンピック限定モデルを発売しているが、Olympic Games Editionは、仕様自体はGalaxy S10+(プリズムホワイト)をベースとした限定モデルで、型番も通常モデルとは別に「SC-05L」となっている。東京オリンピックのUI、公式キャラクター「ミライトワ」のAlways On Display（AOD）専用コンテンツ、起動と終了のアニメーションがOlympic Games Editionではオリジナルに変更された。またオリンピックロゴ入りの「Galaxy Buds」も付属する。2019年11月1日より、ドコモオンラインショップの他ドコモショップや量販店での販売が開始された。
また、2019年8月1日からは、東京2020オリンピックに関連し、Galaxy S10, Galaxy S10+, Galaxy S10+ Olympic Games Editionを購入するとオリンピック観戦チケットが当選するキャンペーンも行った。

## 日本向けモデル
- NTTドコモ
  - Galaxy S10 SC-03L/SM-G973D
  - Galaxy S10+ SC-04L/SM-G975D
  - Galaxy S10+ (Olympic Games Edition) SC-05L/SM-G975DS
- au
  - Galaxy S10 SCV41/SM-G973J
  - Galaxy S10+ SCV42/SM-G975J
- 楽天モバイル (MVNO)・楽天モバイル (MNO)
  - Galaxy S10 SM-G973C